# STRAIGHT+シングルコレクション
『STRAIGHT+シングルコレクション』（ストレイトプラスシングルコレクション）は、CoCoの3枚目のアルバム『STRAIGHT』にシングル8曲をプラスした復刻企画盤。2008年7月16日にポニーキャニオンから発売された。

## 収録曲
1. なぜ? [4:26]
作詞：和泉ゆかり／作曲・編曲：亀田誠治
2. Live Version [4:16]
作詞：田口俊／作曲：都志見隆／編曲：中村哲
3. 優しさに帰れない [5:45]
作詞：及川眠子／作曲：山口美央子／編曲：中村哲
4. 行ってしまったバス [3:38]
作詞：森本抄夜子／作曲：いしいめぐみ／編曲：岡本洋
5. Moonlight Express [4:48]
作詞：和泉ゆかり／作曲：木戸やすひろ／編曲：中村哲
6. 夢の永遠 [3:58]
作詞：及川眠子／作曲：菅井えり／編曲：岡本洋
7. サーカス・ゲーム [3:45]
作詞：森本抄夜子／作曲：寺坂英人／編曲：有賀啓雄
8. 気まぐれSWING [4:37]
作詞：森本抄夜子／作曲：朝倉紀幸／編曲：有賀啓雄
9. TWO HEARTS [3:21]
作詞：和泉ゆかり／作曲：羽田一郎／編曲：有賀啓雄
10. WEDDING [5:06]
作詞：和泉ゆかり／作曲：渡辺格／編曲：有賀啓雄
11. EQUALロマンス [4:31]
作詞：及川眠子／作曲：山口美央子／編曲：中村哲
12. はんぶん不思議 [3:54]
作詞：及川眠子／作曲：岩田雅之／編曲：有賀啓雄
13. 夏の友達 [4:34]
作詞：和泉ゆかり／作曲：山口美央子／編曲：亀田誠治
14. Newsな未来 [4:02]
作詞：及川眠子／作曲・編曲：羽田一郎
15. 無敵のOnly You [3:28]
作詞：及川眠子／作曲：羽田一郎／編曲：有賀啓雄
16. 夢だけ見てる [4:45]
作詞：森本抄夜子／作曲：朝倉紀幸／編曲：十川知司
17. ちいさな一歩で [4:11]
作詞：森本抄夜子／作曲：朝倉紀幸／編曲：澤近泰輔
18. You're my treasure〜遠い約束 [4:44]
作詞：森本抄夜子／作曲：羽田一郎／編曲：亀田誠治